# Distretto di Thung Yang Daeng
Il distretto di Thung Yang Daeng (in thailandese: ทุ่งยางแดง) è un distretto (amphoe) della Thailandia, situato nella provincia di Pattani.